# Mittenothamnium eurystomum
Mittenothamnium eurystomum là một loài Rêu trong họ Hypnaceae. Loài này được (Besch.) Cardot mô tả khoa học đầu tiên năm 1913.